# Lyta Alexander
Lyta Alexander este un personaj fictiv din universul serialului televiziune science-fiction Babylon 5, interpretat de Patricia Tallman. 
Lyta a fost introdusă în episodul pilot „The Gathering”, ca un telepat atribuit stației spațiale Babylon 5 (comandată atunci de comandantul EarthForce, Jeffrey Sinclair), de către Corpul Psi, o organizație fictivă care oferă sprijin telepaților și le monitorizează activitatea. Cu toate acestea, nu a apărut în restul sezonului 1 din cauza unei dispute privind salariul Patriciei Tallman. Rolul Lytei în serial a fost preluat în mare parte de Andrea Thompson, care a fost distribuită ca Talia Winters, un telepat care a preluat responsabilitățile Lytei pe stație. În scenariu era prevăzut că Lyta trebuia înlocuită, întrucât ea luase contact telepatic cu Kosh, ambasadorul misteriosului Imperiu Vorlon. După ce Thompson a părăsit seria din cauza dezacordurilor cu privire la cantitatea de timp acordată personajului ei, Lyta s-a întors ca personaj secundar în sezoanele doi și trei, după ce Cpt. John Sheridan a preluat funcția de comandant al stației și a devenit membru obișnuit al distribuției în sezonul patru și cinci. Personajul ei a reluat pur și simplu arcul dramatic destinat anterior lui Thompson. 